# Metro Sankt Petersburg
Die Metro Sankt Petersburg (russisch Санкт-Петербургский метрополитен / Transkription Sankt-Peterburgskij metropoliten) ist die U-Bahn der russischen Millionenstadt Sankt Petersburg und zugleich eines der tiefstgelegenen U-Bahn-Systeme der Welt. Die erste Linie wurde am 15. November 1955 eröffnet. Zu Zeiten der Sowjetunion hieß sie nach dem damaligen Namen der Stadt Metro Leningrad (Ленинградский Метрополитен / Leningradskij Metropoliten). Das Metronetz besteht im Jahr 2019 aus fünf Linien mit insgesamt 124,8 km Streckenlänge und 72 Stationen. 2017 wurden täglich im Schnitt etwa 2 Millionen und insgesamt 726,5 Millionen Fahrgäste befördert. Die Petersburger Metro gilt als eine der architektonisch schönsten der Welt.
Die Metro ist ein öffentliches Transportunternehmen und gehört der Stadt Sankt Petersburg. Sie operierte 2007 mit einem Budget von 6,434 Mrd. Rubel (umgerechnet etwa 189 Mio. Euro). 10 % des Budgets wurden aus dem Staatshaushalt Russlands bereitgestellt, 90 % wurden durch Fahrpreis- und Werbeeinnahmen, vor allem jedoch durch Mittel der Stadt Sankt Petersburg aufgebracht. 13.000 Angestellte arbeiten bei der Metro.

## Geschichte
Nachdem in der damaligen Sowjetunion 1935 bereits die Moskauer Metro errichtet worden war, sollte so schnell wie möglich in Leningrad, der zweitwichtigsten Metropole des Landes, eine U-Bahn eröffnet werden. Bis 1941, dem Beginn der deutschen Belagerung der Stadt im Zweiten Weltkrieg, waren bereits 34 Schächte für den Bau der Metro ausgehoben. Der Krieg und weitere Probleme der Nachkriegsjahre verzögerten die Bauarbeiten.

### Linie 1

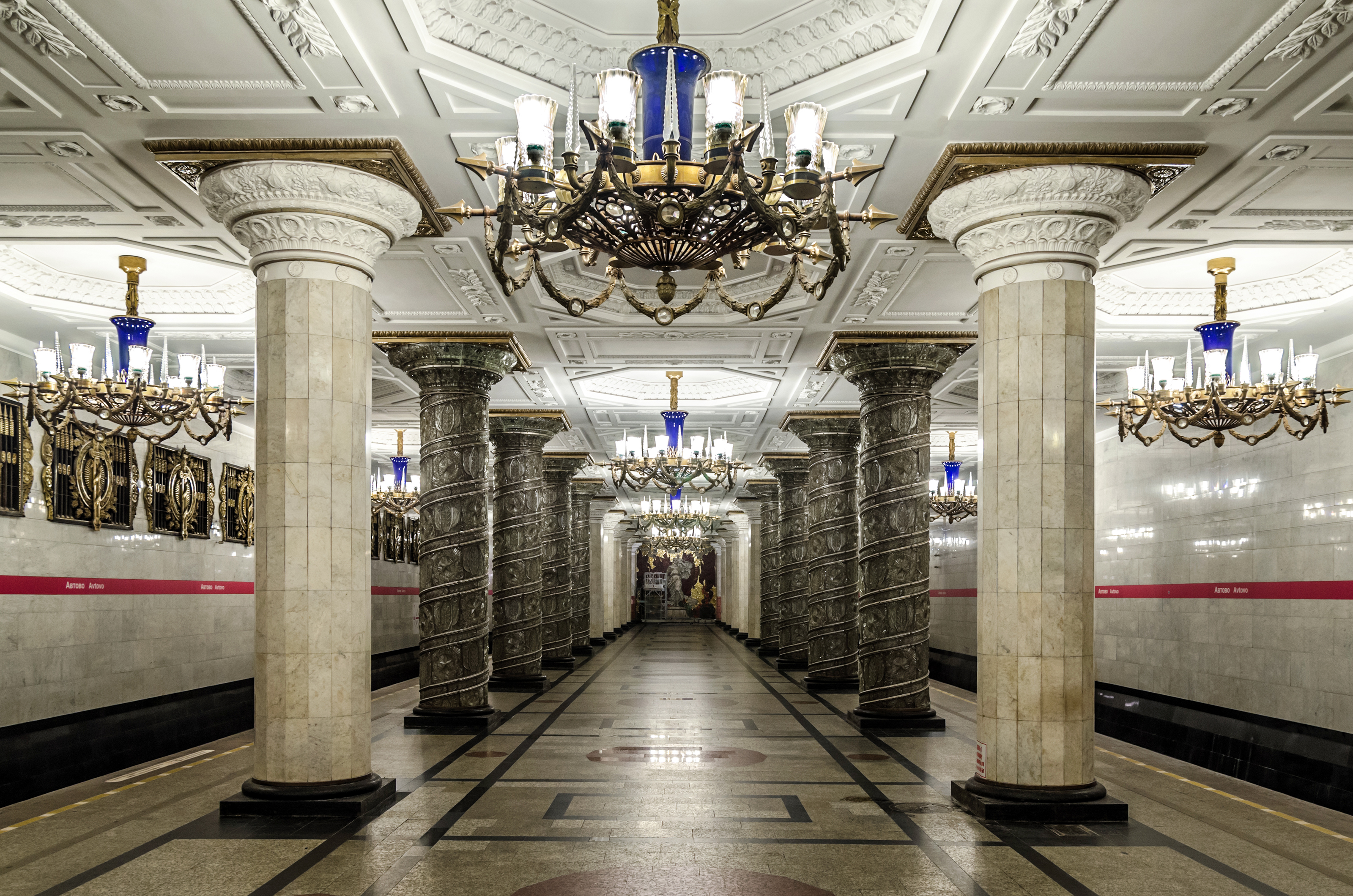
Station Awtowo

Am 15. November 1955 wurde schließlich die erste Linie zwischen Awtowo (Автово) und Ploschtschad Wosstanija (Площадь Восстания) feierlich eröffnet. Wenige Monate später folgte die Station Puschkinskaja (Пушкинская). Dadurch verband die Linie die vier wichtigen Fernbahnhöfe der Stadt am südlichen Newa-Ufer – den Moskauer, den Witebsker, den Baltischen und den inzwischen aufgelassenen Warschauer Bahnhof – sowie die südwestlichen Industriegebiete. Bereits 1958 wurde die Metro zum Ploschtschad Lenina (Площадь Ленина) am Nordufer der Newa verlängert. Damit wurde der Finnische Bahnhof erschlossen. Diese Stationen sind alle in einer opulenten, tempelartigen Säulenarchitektur gestaltet. Die Stationen Awtowo und Puschkinskaja aus dieser Epoche zählen zu den prunkvollsten U-Bahn-Stationen der Welt. In den 1960er- und 70er-Jahren wurde die Linie verlängert: 1966 nach Datschnoje (Дачное), 1975 nach Lesnaja (Лесная) und Akademitscheskaja (Академическая). Mit der Erweiterung 1977 der Linie nach Prospekt Weteranow (Проспект Ветеранов) wurde die provisorische Station Datschnoje stillgelegt. 1978 ging die Strecke nach Dewjatkino (Девяткино) ans Netz. 1992 erhielt die ehemals Komsomolskaja (Комсомольская) genannte Station ihren heutigen Namen Dewjatkino.
Nach lange bekannten Problemen zwischen den Stationen Ploschtschad Muschestwa (Площадь Мужества) und Lesnaja musste 1995 der Tunnel aus Gründen der Stabilität geflutet werden. Zwischen den beiden nun zu Endstationen gewordenen Ploschtschad Muschestwa (Площадь Мужества) und Lesnaja wurde ein kostenloser Shuttlebusverkehr eingerichtet, der allerdings die Metro nicht voll ersetzen konnte. Dies hatte eine starke Verschlechterung der Verkehrssituation im Nordosten der Stadt zur Folge. Im Juni 2004 konnte ein neuer Umgehungstunnel fertiggestellt und die Strecke wiedereröffnet werden. Die Wiederaufbauarbeiten im schwierigen Untergrund verschlangen viel Geld in einer wirtschaftlich schweren Zeit, so dass trotz vieler Beihilfen in dieser Zeit einige längst geplante Metro-Bauprojekte eingeschränkt werden mussten.

### Linie 2

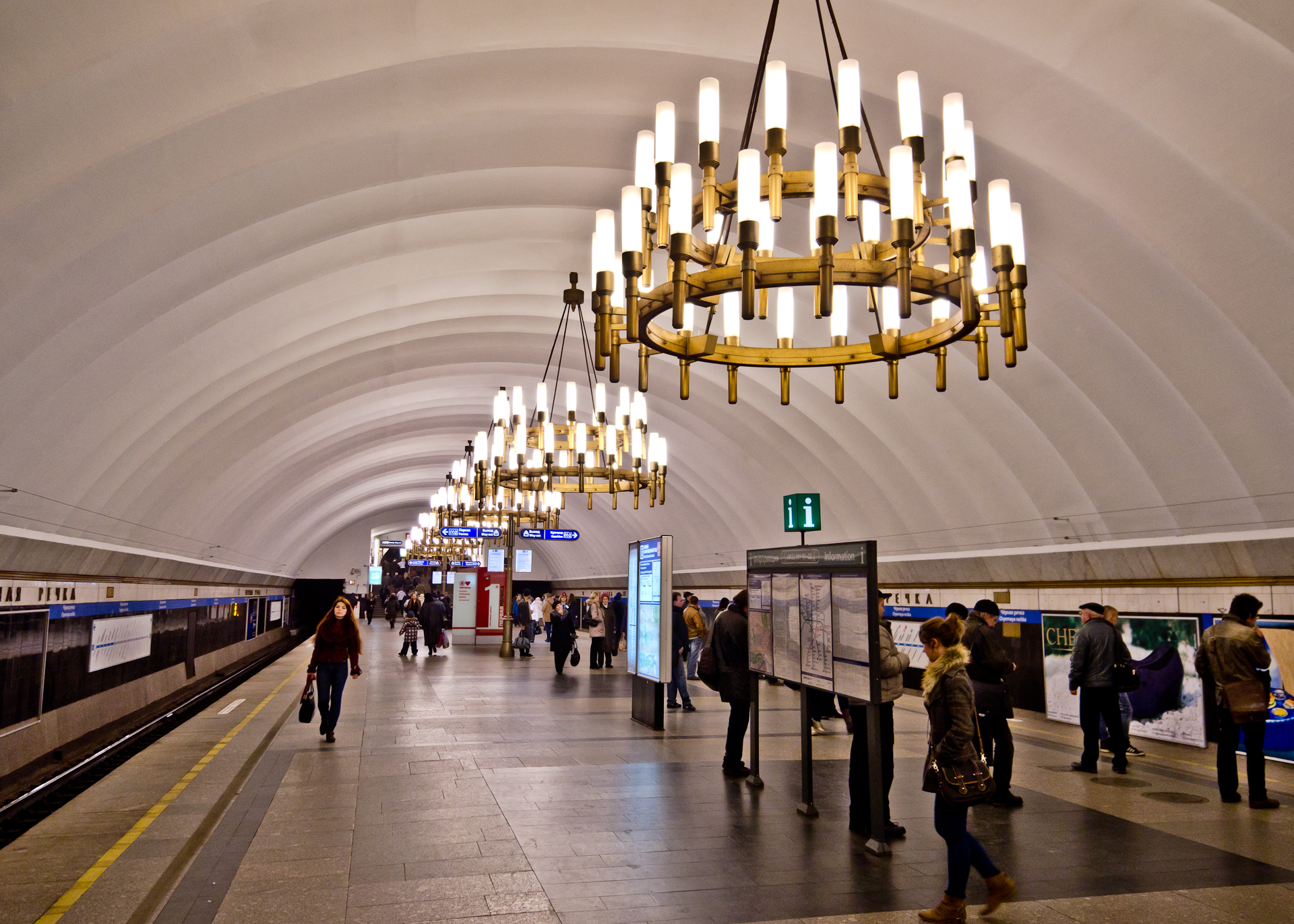
Station Tschornaja Retschka

1961 wurde eine zweite Linie, beginnend am Bahnhof Technologitscheski Institut (Технологический Институт; Umsteigemöglichkeit zu Linie 1) bis Park Pobedy (Парк Победы) eröffnet. Diese wurde in den darauffolgenden Jahren immer weiter verlängert: 1963 nach Norden zur Petrogradskaja (Петроградская), 1969 nach Süden zur Moskowskaja (Московская) und 1972 weiter nach Kuptschino (Купчино). 1982 folgte die nördliche Verlängerung bis zur Station Udelnaja (Удельная) und 1988 bis zum Prospekt Prosweschtschenija (Проспект Просвещения). 1992 erfolgte eine Umbenennung der Station Ploschtschad Mira (Площадь Мира) in Sennaja Ploschtschad (Сенная площадь). Schließlich wurde im Dezember 2006 das letzte Teilstück zur neuen Endstation Parnas (Парнас) eröffnet.

### Linie 3

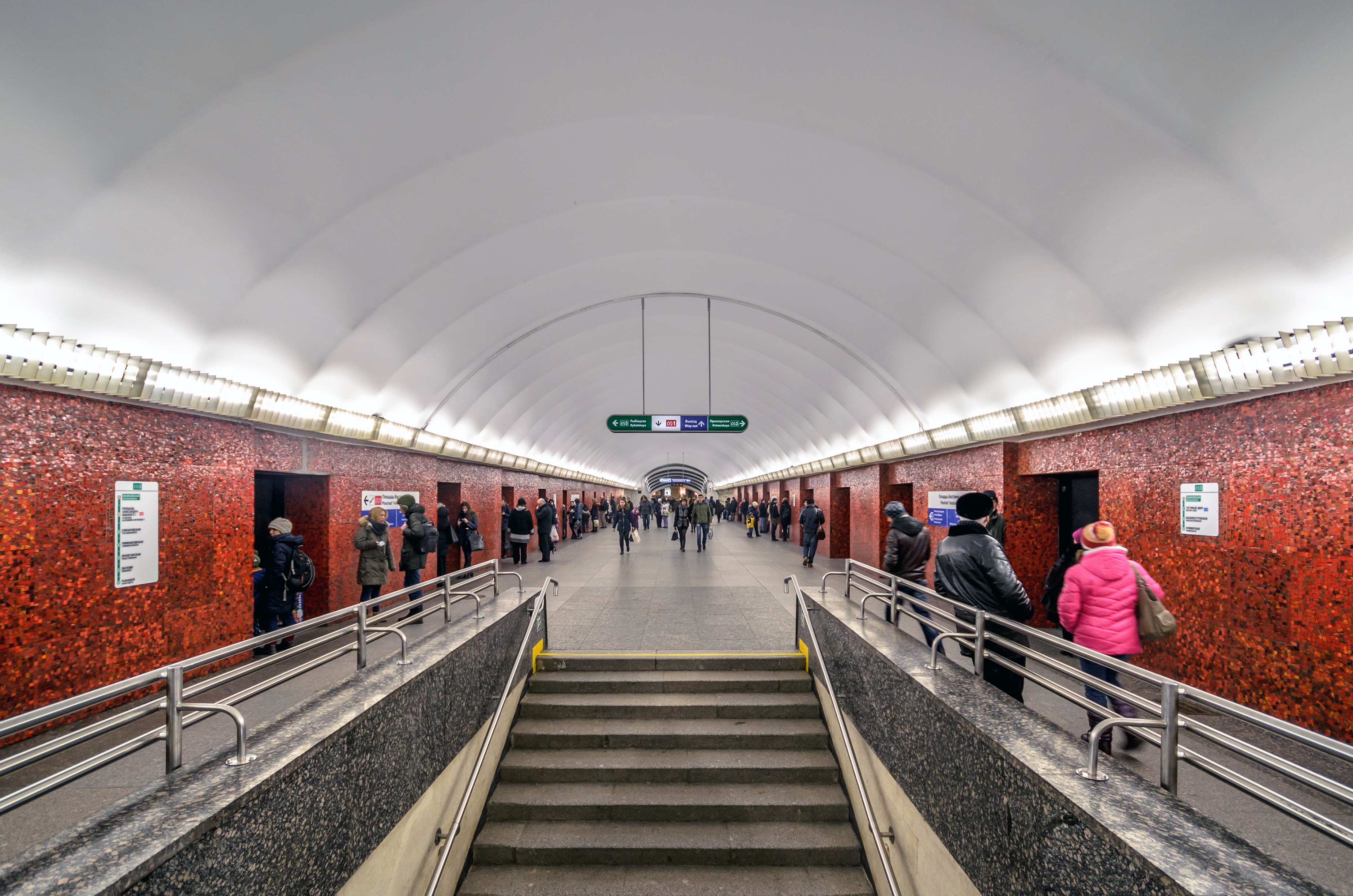
Station Majakowskaja

Ergänzend zu den beiden Nord-Süd-Linien wurde ab 1967 eine dritte Linie in Betrieb genommen, die entlang des Newski-Prospekts das Stadtzentrum in Ost-West-Richtung befährt und die Wassiljewski-Insel anbindet. Der erste Streckenabschnitt von Wassileostrowskaja (Василеостровская) führte zum Ploschtschad Alexandra Newskogo (Площадь Александра Невского). 1970 wurde die Strecke entlang des südwestlichen Newa-Ufers bis zur Lomonossowskaja (Ломоносовская) verlängert, 1979 folgte eine weitere Station auf der Wassiljewski-Insel, die Primorskaja (Приморская). 1981 wurde Obuchowo (Обухово) und 1984 Rybazkoje (Рыбацкое) angebunden. Am 26. Mai 2018 sind zwei weitere Stationen eröffnet worden: die Nowokrestowskaja (am 14. August 2020 umbenannt in Zenith) und die Begowaja.

### Linie 4

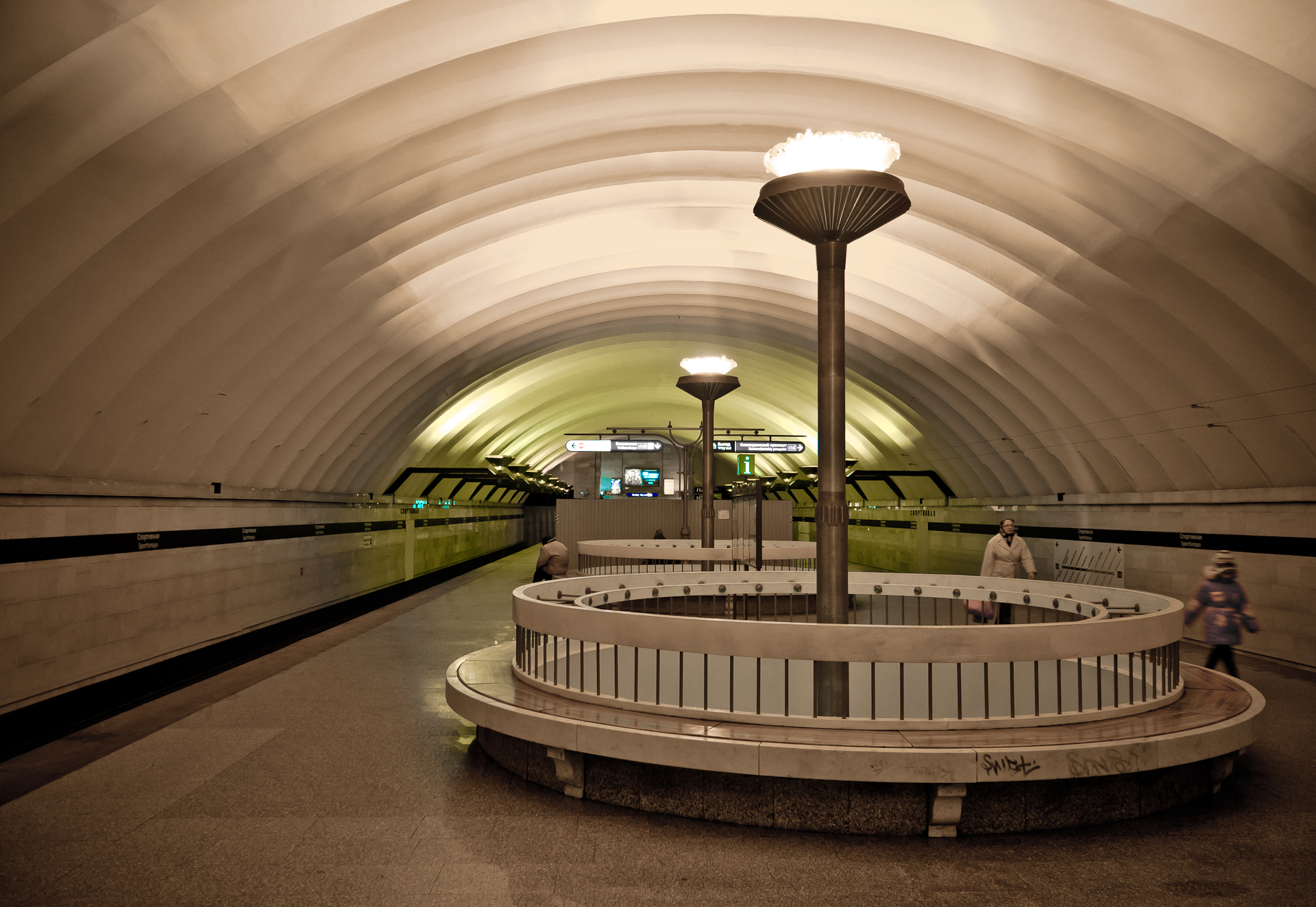
Station Sportiwnaja

Auf der Linie 4 wurde der Verkehr zum 30. Dezember 1985 aufgenommen. Das erste Teilstück vom Ploschtschad Alexandra Newskogo (mit Übergang zur Linie 3) zum Prospekt Bolschewikow (Проспект Большевиков) band die Wohngebiete südöstlich der Newa an das Metrosystem an. 1987 wurde die Strecke noch etwas nach Süden zur Uliza Dybenko (Улица Дыбенко) verlängert. 1991 erhielt die Linie eine Anbindung an die Innenstadt vom Ploschtschad Alexandra Newskogo zur Sadowaja (Садовая). Die Station Krasnogwardeiskaja (Красногвардейская) wurde 1992 in Nowotscherkasskaja (Новочеркасская) umbenannt. 1997 folgte die nördliche Verlängerung nach Sportiwnaja (Спортивная) und Tschkalowskaja (Чкаловская), im Januar 1999 Staraja Derewnja (Старая Деревня), im Dezember desselben Jahres Krestowski Ostrow (Крестовский остров) und 2005 die Verlängerung zum Komendantski-Prospekt (Комендантский проспект). An der Station Ladoschskaja (Ладожская) wurde im Jahr 2003 der neue Ladoga-Bahnhof eröffnet, somit der erste Bahnhof, der nicht an der Linie 1 liegt. Am 7. März 2009 wurde die Linie 4 an der Station Sadovaja in einen Nordwest-Teil und einen Südost-Teil geteilt. Der nordwestliche Ast wurde mit der einen Monat zuvor in Betrieb gegangenen Linie 5 nach Süden verknüpft. Der westliche Teil der Linie 4 endet seitdem an einer neu gebauten Station am Sennaja Ploschtschad mit dem Namen Spasskaja. Somit entstand hier der erste Umsteigepunkt der Petersburger Metro an dem sich drei Linien kreuzen.

### Linie 5
Seit Anfang der 1990er-Jahre wurde an einer fünften Linie Richtung Süden gebaut, um die Anbindung der großen Neubaugebiete entlang der Bucharestskaja-Straße zu verbessern. Jedoch stockte das Projekt aus finanziellen Gründen immer wieder. Im Juli und August 2007 wurden an den Wochenenden die Verbindungen zwischen den Linien 4 und 5 hergestellt, weshalb die Stationen der Linie 4 zwischen Sadowaja und Ploschtschad Alexandra Newskogo gesperrt waren.
Am 20. Dezember 2008 wurde die fünfte Linie der Petersburger Metro eröffnet. Anders als geplant wurden zunächst nur die Stationen Wolkowskaja (Волковская) und Swenigorodskaja (Звенигородская, Umsteigepunkt zur Linie 1 an der Puschkinskaja) in Betrieb genommen, da die Installation der Rolltreppen der neuen Endstation Spasskaja (Спасская) nicht rechtzeitig beendet wurde. Bis zu deren nachträglichen Eröffnung am 7. März 2009 war deshalb die Linie 4 wie bisher zwischen Komendantski-Prospekt und Uliza Dybenko in Betrieb.
Zwischen Swenigorodskaja und Wolkowskaja wurde ferner der U-Bahnhof Obwodny Kanal angelegt. Dieser wurde jedoch erst am 30. Dezember 2010 fertiggestellt und in Betrieb genommen.
Ebenso wurde die Station Admiralteiskaja-1, geplant als eine neue Umsteigestation am westlichen Ende des Newski-Prospekts, erst am 28. Dezember 2011 in Betrieb genommen. Zuvor passierten die U-Bahnzüge seit 1997 (damals noch als Linie 4) diesen U-Bahnhof ohne Halt und mit verminderter Geschwindigkeit. Der Ein- und Ausgang zur Linie 5 entstand an der Ecke Kirpitschni Pereulok (Кирпичный переулок) /Malaja Morskaja Uliza. Ursprünglich war der Ausgang gegenüber im Erdgeschoss des Hauses der Fluggesellschaften geplant. Allerdings konnte der Zugang angeblich aufgrund von Streitigkeiten mit dem Inhaber des Grundstücks dort nicht realisiert werden. Der Umstieg zur grünen Linie 3 mit dem U-Bahnhof Admiralteiskaja-2 liegt noch in ferner Zukunft.
Am 28. Dezember 2012 wurde die Linie um zwei Stationen Bucharestskaja und Meschdunarodnaja nach Süden verlängert. Mit der Eröffnung weiterer drei Stationen am 3. Oktober 2019 erfolgte abermals eine Verlängerung nach Süden bis zur Stadtgrenze.
Am südlichen Ende der Linie befindet sich das Depot Juschnoje.

### Anzahl der Stationen
Während in den Jahrzehnten bis 1990 die Metro jeweils um mindestens zehn Stationen wuchs, verlangsamte sich der Ausbau mit dem politischen Umbruch 1991 und den folgenden Jahren sehr. Die Kosten für den Bau stiegen, andererseits nahmen die föderalen Zuschüsse aus Moskau ab. So konnten innerhalb von 15 Jahren nach 1991 nur noch sechs Stationen eröffnet werden.
| - 1955: 7 - 1956: 8 - 1958: 10 - 1961: 15 - 1963: 19 - 1966: 20 - 1967: 24 | - 1969: 25 - 1970: 27 - 1972: 29 - 1975: 34 - 1977: 35 - 1978: 37 - 1979: 38 | - 1981: 40 - 1982: 43 - 1984: 44 - 1985: 48 - 1987: 49 - 1988: 51 - 1991: 54 | - 1997: 56 - 1999: 58 - 2005: 59 - 2006: 60 - 2008: 62 - 2009: 63 - 2010: 64 | - 2011: 65 - 2012: 67 - 2018: 69 - 2019: 72 |

## Bau der Metro

### Tunnel
Allgemein ist es in Sankt Petersburg nicht einfach, Tunnel zu bauen, da der geologische Untergrund äußerst problematisch ist. Die Schwierigkeiten beim Bau rühren nicht von der großen Festigkeit der Gesteine, sondern umgekehrt von der extremen Instabilität des geologisch gesehen jungen Untergrundes her. Das Newadelta ist sehr tief vermoort, darunter lagern mächtige, ebenfalls schwer zu durchtunnelnde Tonsteine.
Deshalb verläuft das Metronetz als tiefste U-Bahn der Welt bei einer Tiefe von durchschnittlich 50–75 Metern unter der Oberfläche. Nur sieben von 67 Stationen in den Außenbezirken liegen oberflächennah. Die tiefste Station ist die erst am 28. Dezember 2011 eröffnete Station Admiralteiskaja (Адмиралтейская), die 102 m unter der Erde liegt. Die Bautiefe wurde während des Kalten Krieges dazu genutzt, das Metrosystem als einen großen Atombunker auszubauen. Ähnlich wie in der Moskauer Metro erhielten die Stationen am Fuße der Rolltreppen schwere Tore, die im Notfall das unterirdische Netz hermetisch abriegeln konnten. Versorgungslager und Belüftungsanlagen wurden in dieses System integriert.

### Vestibüle

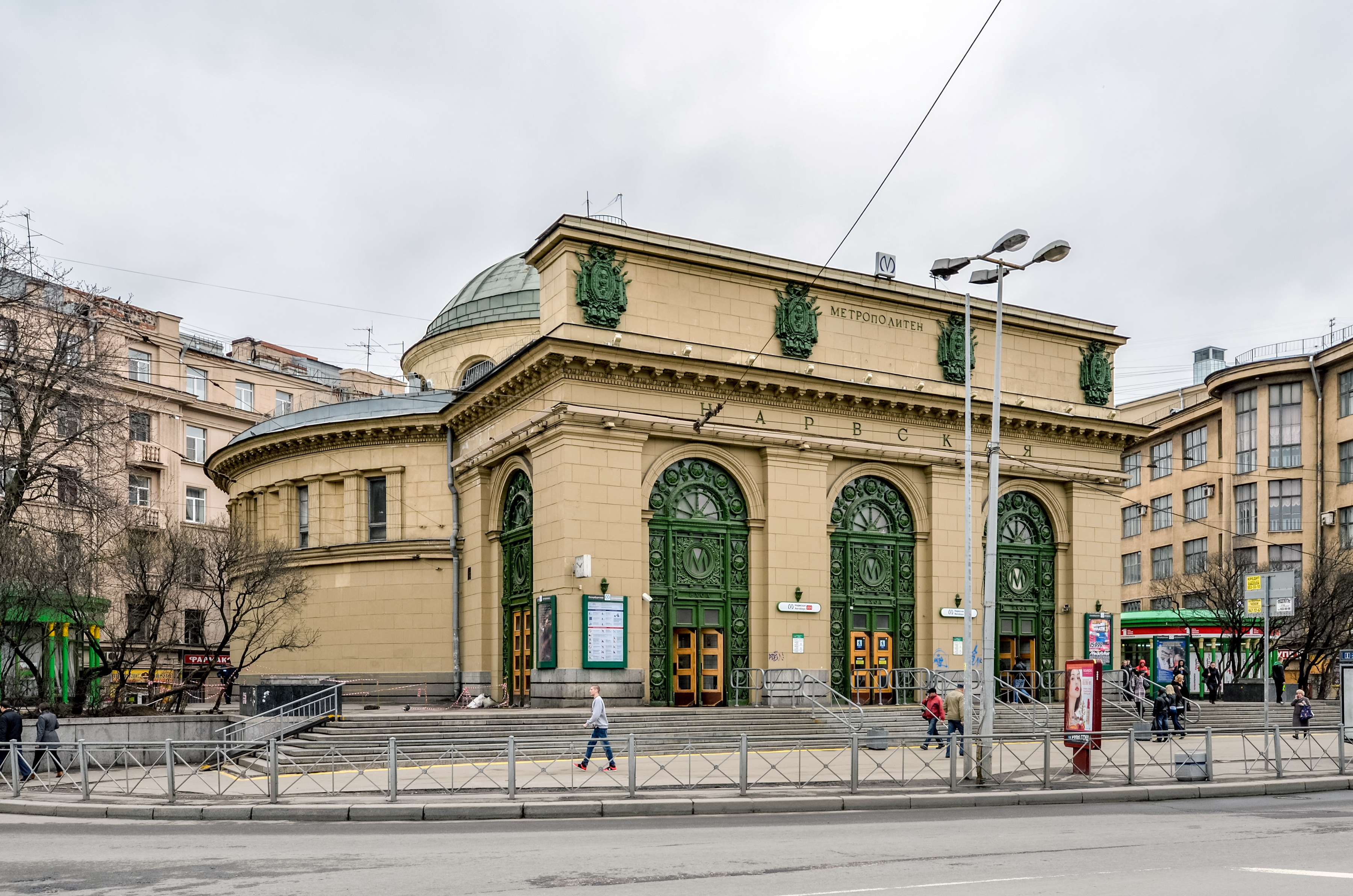
Stationsgebäude Narwskaja

Die Eingangsbauten (Vestibüle) der Metro stellen oft großzügig angelegte Hallen dar, in denen die Fahrgäste über meist getrennte Ein- und Ausgänge geführt werden. Vor den Zugangsrolltreppen stehen Drehkreuze. Hier gibt es Fahrkartenschalter und ein Zimmer der Bahnpolizei. Früher gab es in diesem Bereich kleine Läden, die 2006 abgeschafft wurden, um mehr Platz für Fahrgäste zu schaffen und die Sicherheit zu erhöhen. Die Bauten geben häufig gut den architektonischen Geschmack der Epoche wieder. Manchmal sind die Eingangshallen in bestehende Gebäude integriert, so zum Beispiel der Eingang der Stationen Majakowskaja und Newski Prospekt. Zukünftige Vestibüle sollen in Einkaufszentren integriert werden.

### Stationstypen

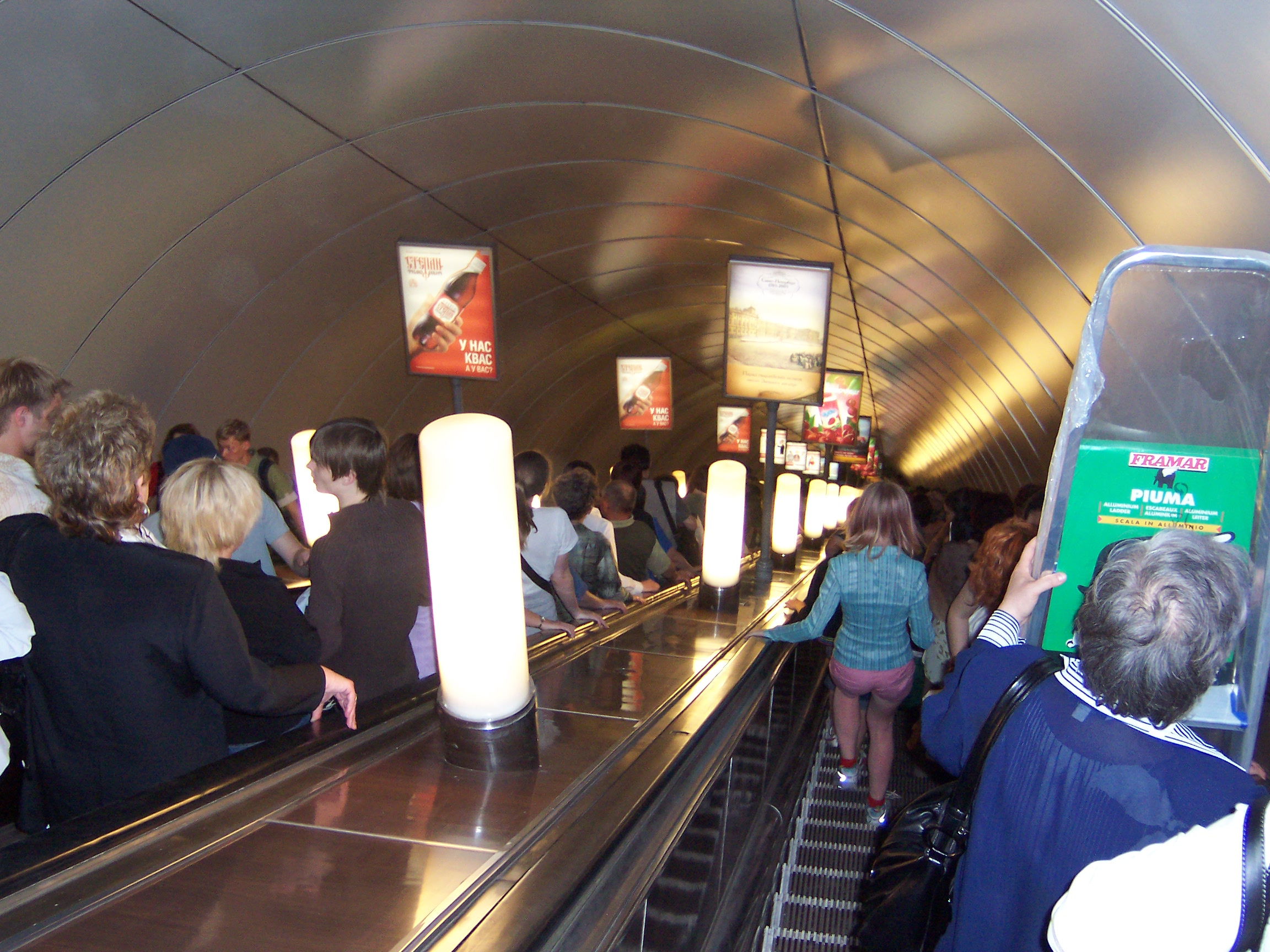
Zur Hauptverkehrszeit auf der Rolltreppe

Auf Grund des Bauaufwandes hat fast jede Station jeweils nur einen Ein- und Ausgang, der über Rolltreppen an die Oberfläche führt. Umsteigestationen mit unterschiedlichen Namen je Linie werden getrennt voneinander betrachtet. Sie haben deshalb üblicherweise jeweils an einem Ende des Bahnsteiges jeder Linie einen Ein-/Ausgang und am anderen Ende einen Übergang zur zweiten Station.
Einfache Stationen haben meistens drei Rolltreppen, so dass immer mindestens eine auf- und eine abwärts fährt. Die dritte wird je nach Tageszeit und Passagierstrom genutzt oder als Ausweichrolltreppe bei Reparaturen betrieben. Umsteigestationen haben wegen ihrer höheren Frequentierung üblicherweise vier Rolltreppen. Nur wenige Stationen am Stadtrand, wo der Baugrund fest genug ist, liegen kurz unter oder über der Oberfläche. An diesen Stationen, z. B. Awtowo und Leninski Prospekt, gibt es herkömmliche Treppen.

#### Stationen geschlossenen Typs

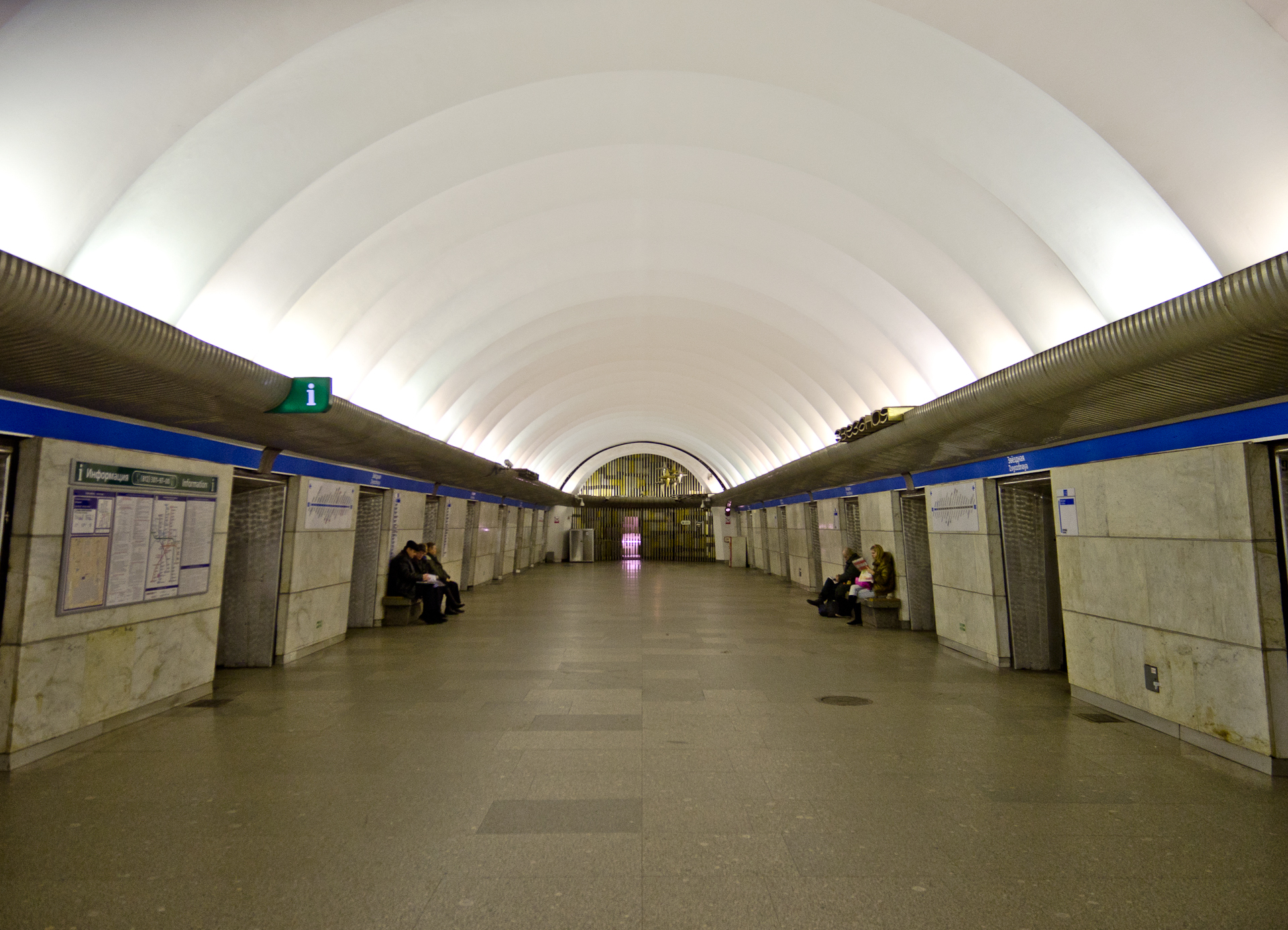
Station geschlossenen Typs Swjosdnaja (Звёздная)

An einigen Stationen, besonders aus den späteren 60er und frühen 70er Jahren, wurde der Bahnsteig von der Fahrtstrecke durch eine Wand getrennt, die nur genau an den Stellen Türen hat, an denen sich die Türen der Waggons beim Halt befinden. Man bezeichnet solche Stationen als Stationen geschlossenen Typs oder „horizontaler Aufzug“ (горизонтальный лифт), weil die fensterlosen Stahltüren an Fahrstühle erinnern. Park Pobedy war die weltweit erste Station dieser Art. Offiziell wurden die Bahnsteigtüren zur Verbesserung der Betriebssicherheit angebracht, um die Passagiere vor einem Sturz auf das Gleisbett der Metro zu schützen. Die Petersburger Metro blieb das einzige Metrosystem auf dem Gebiet der ehemaligen Sowjetunion, wo Stationen geschlossenen Typs errichtet wurden.

#### Richtungsbetrieb
An der Station Technologitscheski Institut (Linien 1 und 2) fahren die Züge jeweils in nördliche oder südliche Richtung an einem Bahnsteig mit je einem Gleis je Linie, was Umsteigevorgänge im Berufsverkehr bedeutend beschleunigt.
Die Station Sportiwnaja (Спортивная) an der Linie 5 ist bereits als Umsteigestation zu einer geplanten Linie 7 vorbereitet und soll in Richtungsbetrieb genutzt werden. Eine Besonderheit dieser Station ist, dass beide Bahnsteighallen übereinander angeordnet sind und konstruktiv eine Einheit bilden, was zu besonders kurzen Umsteigewegen führt.

## Linien
Das gesamte Sankt Petersburger U-Bahn-Netz ist im Jahr 2011 110,3 km lang und besteht aus 65 Stationen. Die folgende Übersicht zeigt die Linien von Nord nach Süd; Bahnhöfe/Strecken in Bau sind in grauer Farbe gekennzeichnet.
| Linie 1 | Linie 2 | Linie 3 | Linie 4 | Linie 5 |  |
| Kirowsko-Wyborgskaja-Linie | Moskowsko-Petrogradskaja-Linie | Newsko-Wassileostrowskaja-Linie | Prawoberschnaja-Linie | Frunsensko-Primorskaja-Linie |  |
| (Кировско-Выборгская) | (Московско-Петроградская) | (Невско-Василеостровская) | (Правобережная) | (Фрунзенско-Приморская) |  |
| --- | --- | --- | --- | --- |  |
| - Dewjatkino Девяткино - Graschdanski Prospekt Гражданский проспект - Akademitscheskaja Академическая - Politechnitscheskaja Политехническая - Ploschtschad Muschestwa Площадь Мужества - Lesnaja Лесная - Wyborgskaja Выборгская - Ploschtschad Lenina Площадь Ленина - Tschernyschewskaja Чернышевская - Ploschtschad Wosstanija Площадь Восстания Übergang M3: Majakowskaja - Wladimirskaja Владимирская Übergang M4: Dostojewskaja - Puschkinskaja Пушкинская Übergang M5: Swenigorodskaja - Technologitscheski Institut-1 Технологический институт-1 Übergang M2 - Baltijskaja Балтийская - Narwskaja Нарвская - Kirowski Sawod Кировский завод - Awtowo Автово - Leninski-Prospekt Ленинский проспект - Prospekt Weteranow Проспект Ветеранов Eröffnung: 1955 Jüngste Station: 1978 Länge: 29,6 km Bahnhöfe: 19 Fahrtzeit: 44 min. | - Parnas Парнас - Prospekt Prosweschtschenija Проспект Просвещения - Oserki Озерки - Udelnaja Удельная - Pionerskaja Пионерская - Tschornaja Retschka Чёрная речка - Petrogradskaja Петроградская - Gorkowskaja Горьковская - Newski-Prospekt Невский проспект Übergang M3: Gostiny Dwor - Sennaja Ploschtschad Сенная площадь Übergang M4: Spasskaja Übergang M5: Sadowaja - Technologitscheski Institut-2 Технологический институт-2 Übergang M1 - Frunsenskaja Фрунзенская - Moskowskije Worota Московские ворота - Elektrosila Электросила - Park Pobedy Парк Победы - Moskowskaja Московская - Swjosdnaja Звёздная - Kuptschino Купчино Eröffnung: 1961 Jüngste Station: 2006 Länge: 30,1 km Bahnhöfe: 18 Fahrtzeit: 43 min. | - Begowaja Беговая - Zenith Зенит - Primorskaja Приморская - Wassileostrowskaja Василеостровская - Admiralteiskaja-2 Адмиралтейская-2 Übergang M5: Admiralteiskaja-1 - Gostiny Dwor Гостиный двор Übergang M2: Newski-Prospekt - Majakowskaja Маяковская Übergang M1: Ploschtschad Wosstanija - Ploschtschad Alexandra Newskogo-1 Площадь Александра Невского-1 Übergang M4 - Jelisarowskaja Елизаровская - Lomonossowskaja Ломоносовская - Proletarskaja Пролетарская - Obuchowo Обухово - Rybazkoje Рыбацкое Eröffnung: 1967 Jüngste Station: 2018 Länge: 27,6 km Bahnhöfe: 12 Fahrtzeit: 40 min. | - Gorny Institut Горный институт - Spasskaja Спасская Übergang M2: Sennaja Ploschtschad Übergang M5: Sadowaja - Dostojewskaja Достоевская Übergang M1: Wladimirskaja - Ligowski-Prospekt Лиговский проспект - Ploschtschad Alexandra Newskogo-2 Площадь Александра Невского-2 Übergang M3 - Nowotscherkasskaja Новочеркасская - Ladoschskaja Ладожская - Prospekt Bolschewikow Проспект Большевиков - Uliza Dybenko Улица Дыбенко Eröffnung: 1985 Jüngste Station: 2024 Länge: 14,81 km Bahnhöfe: 9 Fahrtzeit: 19 min. | - Komendantski Prospekt Комендантский проспект - Staraja Derewnja Старая Деревня - Krestowski Ostrow Крестовский остров - Tschkalowskaja Чкаловская - Sportiwnaja Спортивная - Admiralteiskaja-1 Адмиралтейская-1 Übergang M3: Admiralsteiskaja-2 (geplant) - Sadowaja Садовая Übergang M2: Sennaja Ploschtschad Übergang M4: Spasskaja - Swenigorodskaja Звенигородская Übergang M1: Puschkinskaja - Obwodny Kanal Обводный канал - Wolkowskaja Волковская - Bucharestskaja Бухарестская - Meschdunarodnaja Международная - Prospekt Slawy Проспект Славы - Dunaiskaja Дунайская - Schuschary Шушары Eröffnung: 2008 Jüngste Station: 2019 Länge: 26 km Bahnhöfe: 15 Fahrtzeit: 37 min. |  |

## Ausbau und Planungen
Das gesamte Metronetz ist für die Anforderungen einer Stadt in der Größenordnung Sankt Petersburgs zu klein. Außerdem liegen die Stationen meist sehr weit auseinander. Deshalb soll das Liniennetz weiter ausgebaut werden. 1994 wurde ein Plan aufgestellt, innerhalb von zehn Jahren drei neue Linien und insgesamt 61 neue Bahnhöfe zu bauen. Dieses Vorhaben war vollkommen unrealistisch. Die Wirtschaft brach in den 90er-Jahren ein, hinzu kam die Flutung eines Abschnitts der Linie 1. Faktisch konnten bis 2006 nur etwa 10 Prozent des Vorhabens, sechs neue Stationen, realisiert werden.
Laut einer Planung Mitte der 2000er-Jahre, basierend auf dem städtischen Generalplan für Sankt Petersburg, sollen von 2008 bis 2020 41 neue Stationen eröffnet werden (dabei sind Stationen mit Umstieg zu anderen Linien pro Linie gerechnet). Es sollen drei zusätzliche Linien entstehen. Das Metronetz wäre diesen Planungen zufolge um 70 km Streckenlänge gewachsen und sollte von fünf weiteren Depots betrieben werden. Bis 2020 sollten insgesamt sieben Metrolinien die Stadt erschließen. Für die Linien 1 und 2 sind dabei keine Erweiterungen zu erwarten. Die hier genannten Planungen beziehen sich auf den Generalplan der Stadt von 2005, der den Rahmen der Stadtentwicklung bis 2025 beschreibt. Auch dieser Plan war Mitte der 2010er-Jahre auf 17 Stationen und ein neues Depot reduziert worden.

### Linie 3
Die Linie sollte um fünf Stationen gen Norden erweitert werden.
Längerfristig wurde geplant, eine neue Station Admiraltejskaja-2 auf dem Abschnitt zwischen den Stationen: Gostinyj Dwor und Wassileostrowskaja zu bauen, um eine Umsteigemöglichkeit zur Admiraltejskaja-1 auf der Linie 5 zu schaffen. Als Vorleistung wurden an dieser Stelle die Tunnel waagerecht und parallel zueinander ausgeführt.

### Linie 4
Die am Sennaja Ploschtschad gebrochene Linie 4 sollte ursprünglich bis November 2019, zu jenem Zeitpunkt auf 2023 hin um zwei Stationen Teatralnaja (Театральная) und Gornyj institut auf Wassiljewskij Insel nach Nordwesten verlängert werden. Damit bekommen das westliche Stadtzentrum am Mariinski-Theater und der südliche Teil der Wassiljewski-Insel eine Metroanbindung.
Nach der Inbetriebnahme der Station Gornyj institut ist eine Weiterführung mit zwei Stationen auf der Wassiljewski-Insel zum neu entstandenen Stadtviertel Morskoj Fassad und dem Kreuzfahrtschiffterminal geplant. Später soll die Linie um insgesamt sechs Stationen Richtung Nordwesten verlängert werden.
Im Südosten soll ebenso die Linie 4 um eine Station Narodnaja zum Einkaufszentrum Mega an der Narodnaja Straße verlängert werden und daran anschließend ein Depot errichtet werden. Diverse Pläne, welche den Süden betrafen, waren jedoch 2011 gestrichen worden.

### Linie 5
Nach Norden ist eine Verlängerung der Linie vom Komendantski Prospekt um drei Stationen: Dolgoosjornaja (Долгоозёрная), Uliza Schawrowa (Улица Шаврова) und Kolomjaschskaja (Коломяжская) vorgesehen, sowie ein weiteres Betriebsdepot.

### Linie 6
Die hellbraune Linie „Krasnoselsko-Kalininskaja“ (Красносельско-Калининская) soll ab 2022 den Südwesten und den Nordosten mit dem östlichen Stadtzentrum am Smolny-Institut verbinden. Als erstes sollen die Stationen Brestskaja (Брестская) – Kasakowskaja (Казаковская) – Putilowskaja (Путиловская, Übergang zur Linie 1: Kirowski Sawod) in Betrieb gehen. Später soll Putilowskaja – Bronewaja (Броневая) – Nowoismailowskaja (Новоизмайловская) – Tschernigowskaja (Черниговская, Linie 2: Moskowskije Worota) folgen.
Von der Station Brestskaja soll die Linie später um drei Stationen nach Süden erweitert werden (Petergofskoje Schosse (Петергофское шоссе) – Sosnowaja Poljana (Сосновая поляна) – Ligowo (Лигово)) und von Tschernigowskaja um 10 Bahnhöfe nach Nordosten ergänzt werden: Borowaja – Obwodny Kanal-2 (Linie 5) – Ligowski-Prospekt-2 (Linie 4) – Snamenskaja (Знаменская, Linie 1: Ploschtschad Wosstanija, Linie 3: Majakowskaja) – Suworowski Prospekt (Суворовский проспект) – Smolnaja (Смольная) – Ploschtschad Kalinina (Площадь Калинина, gepl. Linie 7) – Uliza Samschina (Улица Замшина) – Piskarjowskaja (Пискарёвская) – Rutschji (Ручьи). Insgesamt wird diese Linie nach der aktuellen Planung 19 Bahnhöfe haben.

### Linie 7
Die gelbe Ringlinie „Ochtinsko-Petrogradskaja“ (Охтинско-Петроградская) ist in unterschiedlichen Varianten seit den 50er-Jahren geplant. 2010 sollten die Bauarbeiten an der Linie beginnen, wenn auch Vorleistungen an einigen existierenden Stationen schon erbracht wurden. In den Jahren 2022–2028 soll der erste Abschnitt gebaut werden.
Geplant war ein Halbring von der Station Borowaja (Übergang zur Linie 6) – Frusenskaya (Linie 2) – Baltiskaja (Linie 1) – Ploschtschad Repina (Площадь Репина) – Bolschoi-Prospekt (Wassilewski Insel) (Linie 4) – Srednij-Prospekt (Средний проспект, Linie 3: Wassileostrowskaja) – Sportiwnaja (Linie 5) – eine weitere Station am Bolschoi Prospekt auf Petrogradskaja Insel – Botanitscheskaja (Ботаническая, Linie 2: Petrogradskaja) – Sampsonijewskaja (Сампсониевская, Linie 1: Wyborgskaja) – Ploschtschad Kalinina (gepl. Linie 6) – Poljustrowskaja (Полюстровская) – Bolscheochtinskaja (Большеохтинская) – Ladoschskaja (Linie 4) – Irinowskij-Prospekt (Ириновский проспект) – Prospekt Kossygina (Проспект Косыгина) – Rschewka (Ржевка). Der Abschnitt Srednij-Prospekt – Sampsonijewskaja sollte laut Plänen schon um 2015 in Betrieb gehen. An den vier Stationen mit Anschluss an die bestehenden Linien 1 bis 4 sind jedoch bereits teilweise Vorleistungen für die Bahnsteige gebaut worden. An dieser Linie sind insgesamt 17 Stationen geplant.

## Betrieb der Metro

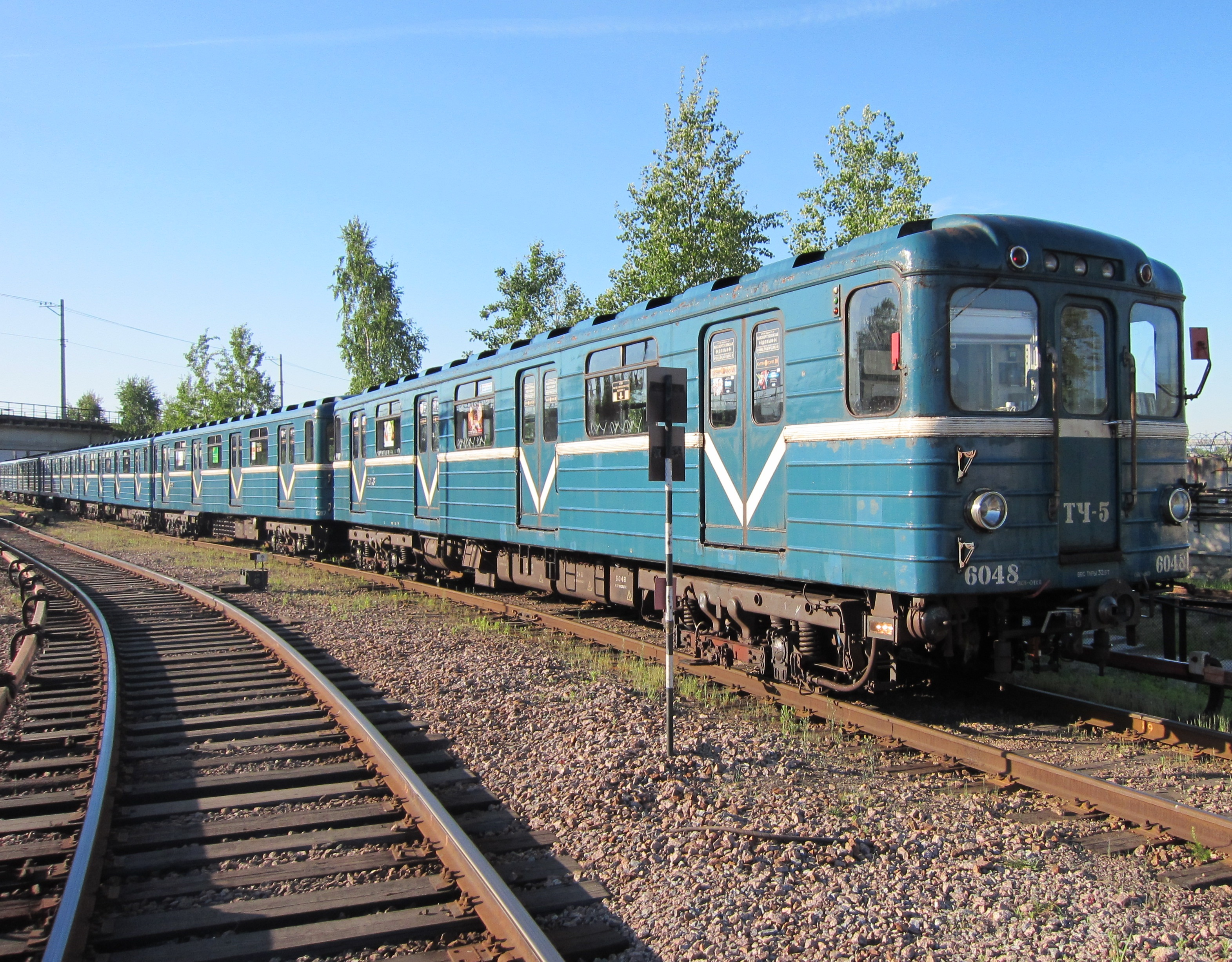
Zug vom Typ Em im Depot Newskoje

Die Metrozüge Sankt Petersburgs werden vom Maschinenbaubetrieb Metrowagonmasch, ehemals bis 1992 Mytischtschinski Maschinostroitelny Sawod in Mytischtschi, Oblast Moskau und von den Sankt Petersburger Jegorow-Werken (ehemals LWS Leningradski Wagonostroitelny Sawod, Ленинградский вагоностроительный завод) hergestellt. Eingesetzt wurden (bis zur Einführung im Jahre 2011 des neuen Triebwagenypes „Newa“) nur Triebwagen, antriebslose Mittel- und Steuerwagen gab es nicht. Im Jahr 2007 waren 1476 Wagen, davon 460 mit Führerstand, im Bestand, die in fünf Betriebsdepots (ТЧ-1 Awtowo (1955, Linie 1), ТЧ-3 Moskowskoje (1972, Linie 2), ТЧ-4 Sewernoje (1979, Linie 1), ТЧ-5 Newskoje (1986, Linie 3), ТЧ-6 Wyborgskoje (2000, Linie 4, liegt jedoch an der Linie 2)) und einem Reparaturdepot (ТЧ-2 Datschnoje (1970)) beheimatet sind. Zwei weitere Depots sind geplant.
Je nach Linie werden unterschiedliche Zuglängen und Wagentypen eingesetzt:
- Linie 1: Achtwagenzüge der Typen E (Baujahre 1963–69), Em oder Em-501 (Baujahre 1967/1969–1980), 81-722/723/724 (Baujahre 2014-2021), 81-725.1/726.1/727.1 (Baujahre ab 2022)
- Linie 2: Sechswagenzüge der Typen 81-717/714 (Baujahre ab 1978) und 81-540/541 (Baujahre ab 1997)
- Linie 3: Sechswagenzüge der Typen Em501, Ema502, Emx503 (alle Bauzeit 1969–80), 81-540/541, 81-714.5 und 81-556/557/558 „Newa“ (Baujahre 2008-2019), 81-722/723/724 (Baujahre 2014-2021)
- Linie 4: Sechswagenzüge der Typen 81-717/714 und 81-540/541
- Linie 5: Sechswagenzüge der Typen 81-717/714 und 81-540/541

Im Januar 2011 hat der Petersburger Hersteller für Metrozüge ZAO Wagonmasch das neue Modell 81-556/557/558 „NeWa“ (russisch НеВа, tschechisch NěVa) vorgestellt. Diese werden in Zusammenarbeit mit dem tschechischen Unternehmen Škoda Transportation produziert.
Ab 2011 wurden mit dieser Baureihe etliche bisherigen Wagen auf der Linie 3 ersetzt.
Im Frühling 2021 wurden bei Transmashholding insgesamt 950 Wagen des Modells „Smart“ 81-725.1/726.1/727.1 mit einem Auftragswert von 242,6 Mrd. Rubel bestellt, die in Sankt Petersburg als „Baltiets“ bezeichnet werden und im Elektrowaggonausbesserungswerk Oktober gefertigt werden, wobei die Züge vom Hersteller über eine Laufzeit von zunächst 25 Jahren geleast werden. Es ist zunächst vorgesehen, achtteilige Züge auf der Linie 1 und sechsteilige Züge auf der Linie 2 einzusetzen, wobei auf der Linie 1 die aktuell eingesetzten Züge vom Typ E und Em und auf der Linie 1 die Züge vom Typ 81-717/714 ersetzt werden sollen. Die Baureihe ist seit dem 12. November 2022 auf der Linie 1 in Einsatz.

## Service
Seit dem 1. Januar 2023 kostet eine Fahrt mit der Metro 70 Rubel, umgerechnet etwa 0,70 EUR. Für den Zutritt zum Metrosystem werden sogenannte Jetons verkauft, die an einem Drehkreuz vor der Rolltreppe in einen Schlitz eingeworfen werden müssen. Alternativ werden Smartcards angeboten, auf die 10, 20, 25, 40 oder 50 Fahrten aufgeladen werden können. Der Preis dieser Karten ist etwas günstiger als die jeweilige Summe der Einzelfahrten. Sie sind, abhängig von der Anzahl der gekauften Fahrten, zwischen einer Woche und einem Monat lang gültig. Dabei ist zu beachten, dass nach Benutzung die Karte für zehn darauffolgende Minuten gesperrt ist, um zu verhindern, dass eine Karte von zwei Personen gleichzeitig genutzt wird. Die Karten können beliebig oft wieder aufgeladen werden. Für die Karte muss ein Pfand bezahlt werden, der erstattet wird, wenn die Karte zurückgegeben wird. Einmaliges Bezahlen berechtigt das Benutzen der Metro inklusive Umsteigen bis zum Verlassen des Systems über die Rolltreppe.
Die Metro verkehrt von morgens etwa um 5:30 Uhr bis abends um 0:30 Uhr auf allen Linien. Tagsüber, besonders im Berufsverkehr, fahren die U-Bahnen etwa alle 90 Sekunden, am Abend etwa alle drei Minuten, im Spätverkehr mindestens alle vier Minuten. An jedem Bahnsteig jeder Station gibt es, meist am Ende des Bahnsteigs in Fahrtrichtung, neben einer Uhr noch eine zweite Anzeige, welche die Zeit, die seit der Abfahrt des letzten Zuges verstrichen ist, anzeigt. Wenn in etwa die Taktzeit zur gegebenen Tageszeit bekannt ist, kann erkannt werden, wann der nächste Zug kommt.
An den meisten Bahnhöfen wurden Sende-/Empfangseinrichtungen installiert, um mobiles Telefonieren zu ermöglichen. Allerdings gibt es in den Tunneln kein Netz, so dass telefonieren während der Fahrt mit der U-Bahn nicht immer möglich ist.
Die Station Wolkowskaja war dabei die erste Station, die zweisprachig in Russisch und Englisch beschildert wurde. Inzwischen sind fast alle Stationen zumindest im Zentrum und zum Teil in den Außenbezirken zweisprachig beschildert. Ebenso sind die Netzspinnen und Liniengrafiken in Russisch und Englisch ausgeschildert.

## Katastrophen
Bei einem Terroranschlag am 3. April 2017 zündete ein Selbstmordattentäter in einem Zug der Linie 2 eine Bombe. Dabei kamen 15 Menschen ums Leben, über 50 wurden teilweise schwer verletzt.

## Diverses
Bis zum September 2009 war das Fotografieren in der Metro selbst und in den Stationen der Metro verboten. Diese Regelung wurde aufgehoben. Für Filmaufnahmen und (professionelle) Fotoaufnahmen mit Stativ wird eine Genehmigung des Betreibers benötigt.
Zu bestimmten Jubiläen wurden Sonderjetons für Sammler ausgegeben, so zum Beispiel zum 50- und 55-jährigen Bestehen der Metro oder zum Jubiläum der Verkehrsuniversität.